# سوار بوستة
سوار بوستة هي لاعبة مصارعة حرة تونسية وُلدت في 23 يوليو 1999، ومثلت تونس في دورة الألعاب الأولمبية الصيفية لعام 2020 في منافسات الوزن الخفيف أقل من 57 كيلوغرام للسيدات.

## المشاركات والميداليات
شاركت سوار بوستة في عام 2019 في دورة الألعاب الإفريقية التي أقيمت في مدينة الرباط بالمغرب حيث حصلت منها على الميدالية البرونزية في منافسات الوزن الخفيف أقل من 57 كيلوغرام للسيدات، كما شاركت في عدة نسخ من بطولة إفريقيا للمصارعة، ونجحت في حصد عدد من الميداليات التي تنوعت ما بين البرونزية والفضية والذهبية في منافسات الوزن أقل من 57 كيلوغرام للسيدات.  
تأهلت سوار بوستة للمشاركة في دورة الألعاب الأولمبية الصيفية لعام 2020، والتي أقيمت في مدينة طوكيو باليابان عام 2021، ولكنها خرجت من الدور ثمن النهائي بعدما خسرت مباراتها الأولى أمام المصارعة الأوكرانية تيتيانا كيت بنتيجة 2-0. ويوضح الجدول التالي أهم المُسابقات والبطولات التي شاركت فيها سوار بوستة، وأبرز الميداليات والألقاب التي حققتها في البطولات والمسابقات المختلفة:
| العام | المسابقة                                  | المكان                       | الترتيب/الميدالية | المنافسات                                               |
| ----- | ----------------------------------------- | ---------------------------- | ----------------- | ------------------------------------------------------- |
| 2019  | دورة الألعاب الإفريقية                    | الرباط، المغرب               | المركز الثالث     | منافسات المصارعة الحرة للوزن أقل من 57 كيلوغرام للسيدات |
| 2020  | بطولة إفريقيا للمصارعة                    | الجزائر العاصمة، الجزائر     | المركز الثالث     | منافسات المصارعة الحرة للوزن أقل من 57 كيلوغرام للسيدات |
| 2021  | دورة الألعاب الأولمبية الصيفية            | طوكيو، اليابان               | لم تتأهل          | منافسات المصارعة الحرة للوزن أقل من 57 كيلوغرام للسيدات |
| 2022  | بطولة إفريقيا للمصارعة                    | الجديدة، المغرب              | المركز الثاني     | منافسات المصارعة الحرة للوزن أقل من 59 كيلوغرام للسيدات |
| 2022  | دورة ألعاب البحر الأبيض المتوسط 2022      | وهران، الجزائر               | المركز الثاني     | منافسات المصارعة الحرة للوزن أقل من 57 كيلوغرام للسيدات |
| 2022  | بطولة العالم للمصارعة للناشئين تحت 23 سنة | بونتيفيدرا، إسبانيا          |                   | منافسات المصارعة الحرة للوزن أقل من 57 كيلوغرام للسيدات |
| 2023  | بطولة إفريقيا للمصارعة                    | الحمامات، تونس               | المركز الأول      | منافسات المصارعة الحرة للوزن أقل من 59 كيلوغرام للسيدات |
| 2023  | الألعاب الفرانكوفونية                     | كينشاسا، الكونغو الديمقراطية | المركز الأول      | منافسات المصارعة الحرة للوزن أقل من 57 كيلوغرام للسيدات |
| 2023  | بطولة العالم للمصارعة                     | بلغراد، صربيا                |                   | منافسات المصارعة الحرة للوزن أقل من 57 كيلوغرام للسيدات |